# 濱口雄幸
- 濱口雄幸
- 浜口雄幸

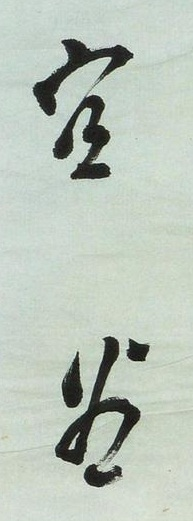
濱口の署名「空谷」

濱口 雄幸（はまぐち おさち、1870年5月1日〈明治3年4月1日〉- 1931年〈昭和6年〉8月26日）は、日本の大蔵官僚、政治家。位階は正二位。勲等は勲一等。号は空谷。
大蔵大臣（第25代）、内務大臣（第43代）、内閣総理大臣（第27代）、立憲民政党総裁などを歴任した。その風貌から「ライオン宰相」と呼ばれた。大日本帝国憲法下で、衆議院から総理大臣となった3人のうちの1人である。

## 来歴

### 生い立ち
1870年5月1日（明治3年4月1日）、土佐国長岡郡池村唐谷（のちの五台山村を経て現高知市）の林業を営む水口家に水口胤平の3人兄弟の末子として生まれる。
1889年（明治22年）、高知県安芸郡田野村（現田野町）の素封家・濱口義立の16歳の長女・夏と結婚し、濱口家の養嗣子となる。旧制高知中学（現高知県立高知追手前高等学校）、第三高等中学校に進学。
同校の英語教師は後に三井財閥の中核となる団琢磨であった。
その後、帝国大学法科政治学科（後の東京帝国大学、現：東京大学）で学び、1895年（明治28年、同校を3番の好成績で卒業。同窓会であった二八会は後に政治ネットワークに発展した。幣原喜重郎とは、第三高等中学校、帝国大学を通じての同級生であった。

### 政界入り

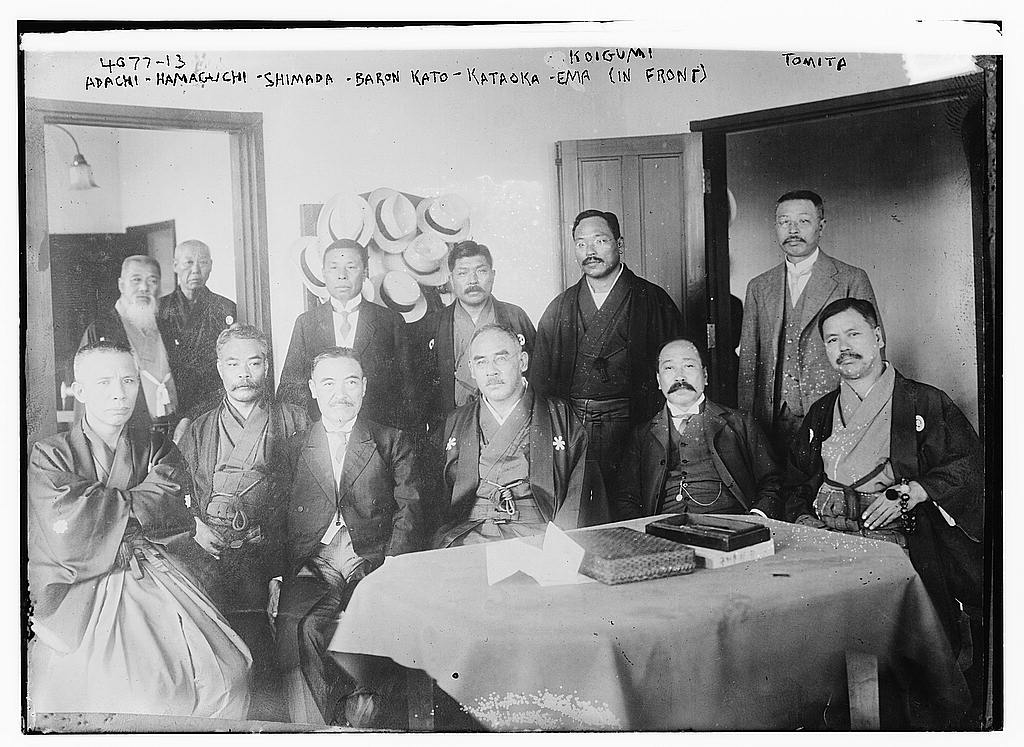
安達謙蔵、島田俊雄、加藤高明、片岡直温らと (1916年)

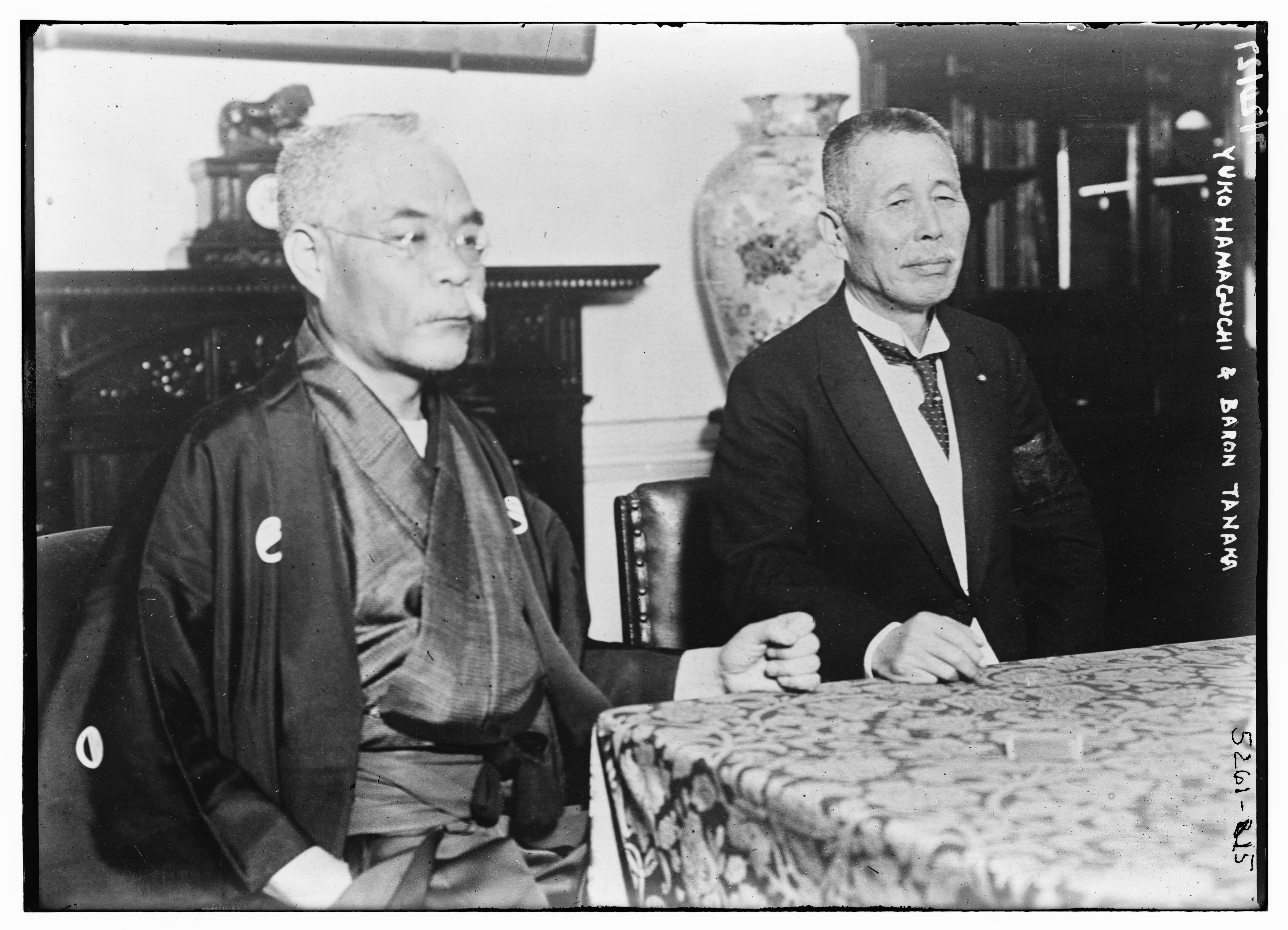
立憲政友会総裁田中義一（右）と（1927年）

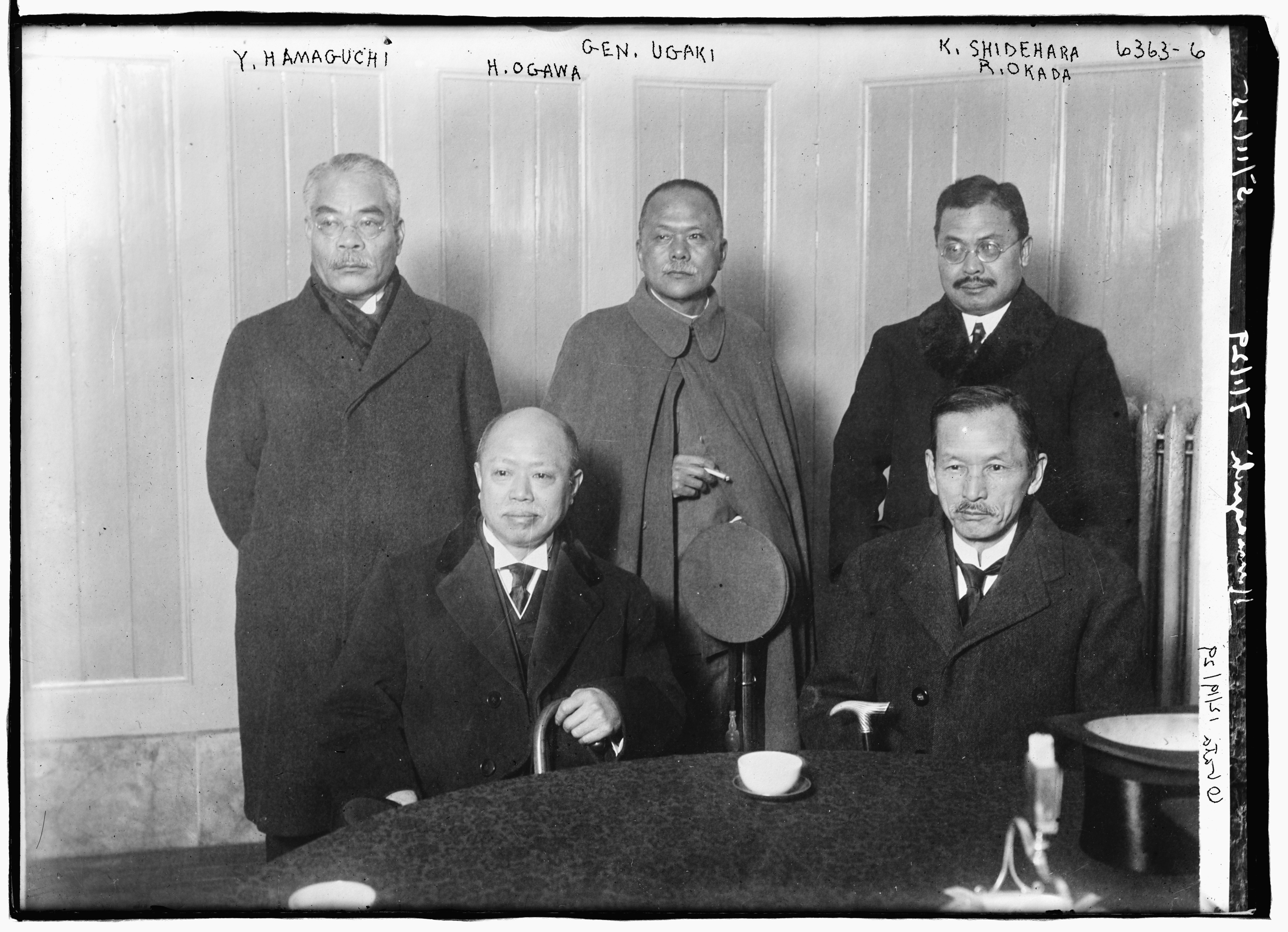
小川平吉、宇垣一成、幣原喜重郎、岡田良平と（1929年）

大蔵省に入り、専売局長官、逓信次官、大蔵次官などを務め、1915年（大正4年）に立憲同志会に入党、衆議院議員に当選して代議士となる。同志会が憲政会に改組された後は若槻礼次郎、安達謙蔵と共に3幹部として加藤高明を支えた。加藤高明内閣の大蔵大臣、第1次若槻内閣の内務大臣などを務める。若槻内閣が総辞職した後に憲政会と政友本党が合併し立憲民政党が結成されると初代総裁に就任した。

### 内閣総理大臣就任

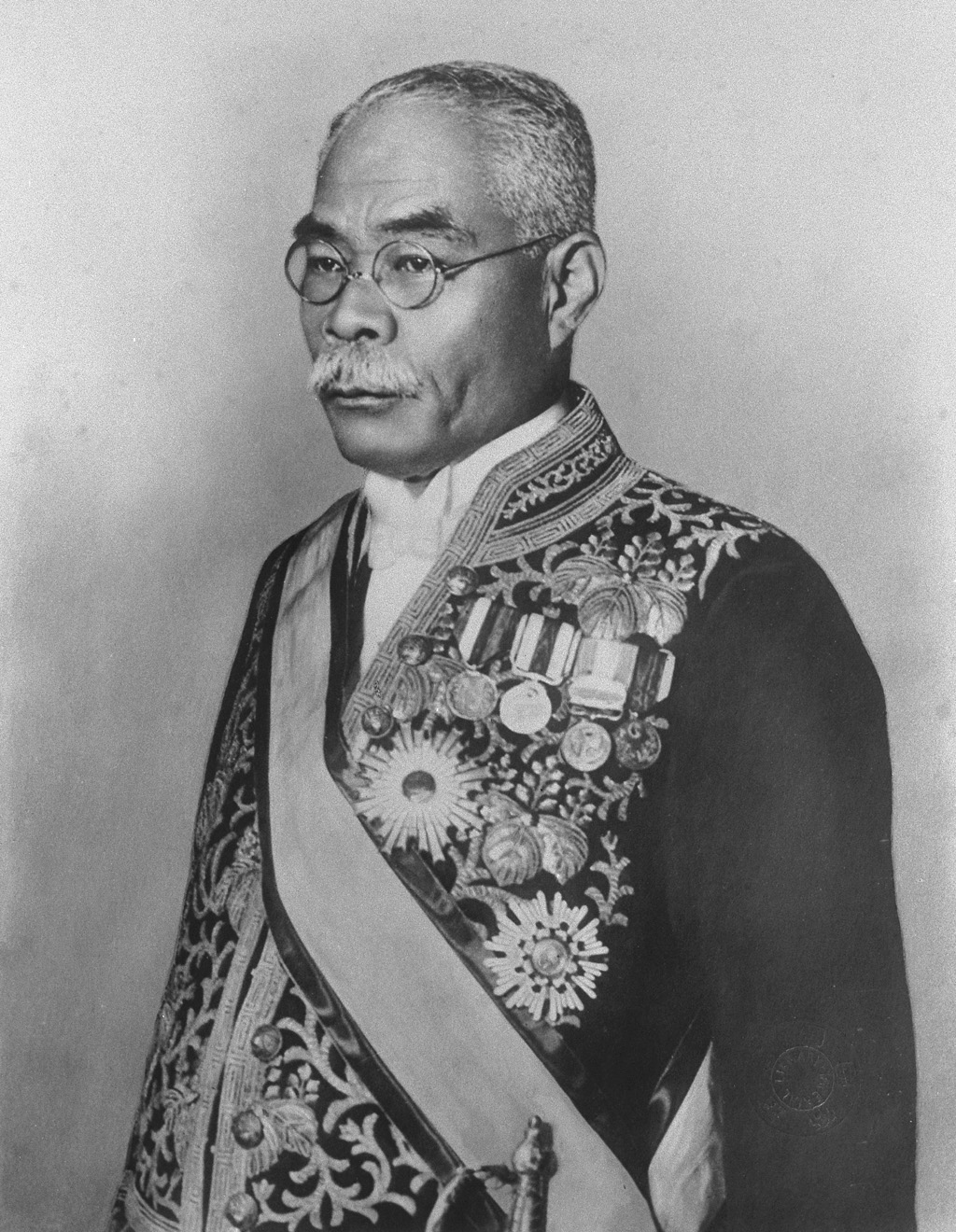
礼装である大礼服に勲一等旭日大綬章と勲一等瑞宝章を着用した濱口

立憲民政党総裁として、張作霖爆殺事件の責で総辞職した田中義一内閣の後に内閣総理大臣に就任（任期：1929年7月 - 1931年4月）して組閣を行う。財界からの信任のある井上準之助前日本銀行総裁を蔵相に起用して金解禁や緊縮財政政策を断行し、また野党・立憲政友会の反対を排除してロンドン海軍軍縮条約を結ぶ。明治生まれでは初の内閣総理大臣である。日本の首相で初めて当時最新のメディアであったラジオを通じて国民に直接自身の政策を訴えた首相でもある。

#### 金本位への転換
濱口が内閣総理大臣を引き受けるにあたって、主眼となっていた課題は経済政策であった。第一次世界大戦後の国内好況が既に終わりを告げて久しく、1927年（昭和2年）に起きた金融恐慌をはじめ、日本国内が長い不況に喘いでいる一方で、軍拡の動きも活発であった。軍部の動きを抑え、同時に日本を不況から脱するためには、金解禁が不可欠であると濱口は考えたのである。実際には第一次世界大戦後に再建された新たな金本位制は、諸外国においても正貨不足から軒並みデフレの原因となっていたため不況から脱するどころか、むしろ各国を不況に追い込んでいた。
一貫して国際協調を掲げていた濱口は、蔵相に元日本銀行総裁の井上準之助を起用し、彼の協力の元、軍部をはじめ内外の各方面からの激しい反対を押し切る形で金解禁を断行。当時、日本経済はデフレの真っ只中にあり「嵐に向かって雨戸を開け放つようなものだ」とまで批判された。特に当時の日本経済の趨勢を無視して、旧平価（円高水準）において解禁した（石橋湛山らジャーナリストは新平価での解禁を主張していた）ことで、輸出業の減退を招き、その後のより深刻なデフレ不況を招来することになる。結果としては、直後に起きた世界恐慌など、世界情勢の波にも直撃する形となり、濱口内閣時の実質GDP成長率は1929年（昭和4年）には0.5 %、翌・1930年（昭和5年）には1.1 %と経済失政であると評されることになる。
濱口自身「我々は、国民諸君とともにこの一時の苦痛をしのんで」と語るように、国内の経済問題が一日にして好転するとは考えておらず、むしろ金解禁は経済正常化への端緒であり、その後長い苦節を耐えた後に、日本の経済構造が改革されると考えていた。しかし、結果的には大不況とその後の社会不安を生み出した原因ともなり、経済失策は、後に禍根を残した。
任期中に濱口自身が凶弾に倒れたため、その後の経済政策は第2次若槻内閣が引き継ぐ。そして1931年（昭和6年）の成長率はまたも0.4 %と低迷することとなる。この大不況は民政党内閣から交代した政友会犬養内閣において蔵相を務めた高橋是清のリフレーション政策により、長きに渡るデフレを終熄させることでようやく終わりを告げることになる。高橋の取った政策は金輸出の再禁止と日銀の国債引き受けによる積極財政という濱口内閣とは正反対の政策であった。犬養内閣において、成長率は1932年（昭和7年）に4.4 %、1933年（昭和8年）に11.4 %、1934年（昭和9年）に8.7 %と劇的な回復を見せ、日本は世界に先駆けて不況からの脱出に成功する事になる。
濱口内閣当時､緊縮政策と金輸出をテーマにした歌謡曲『緊縮小唄』(西条八十作詞・中山晋平作曲)のレコードが日本ビクターより発売された｡

#### 協調外交

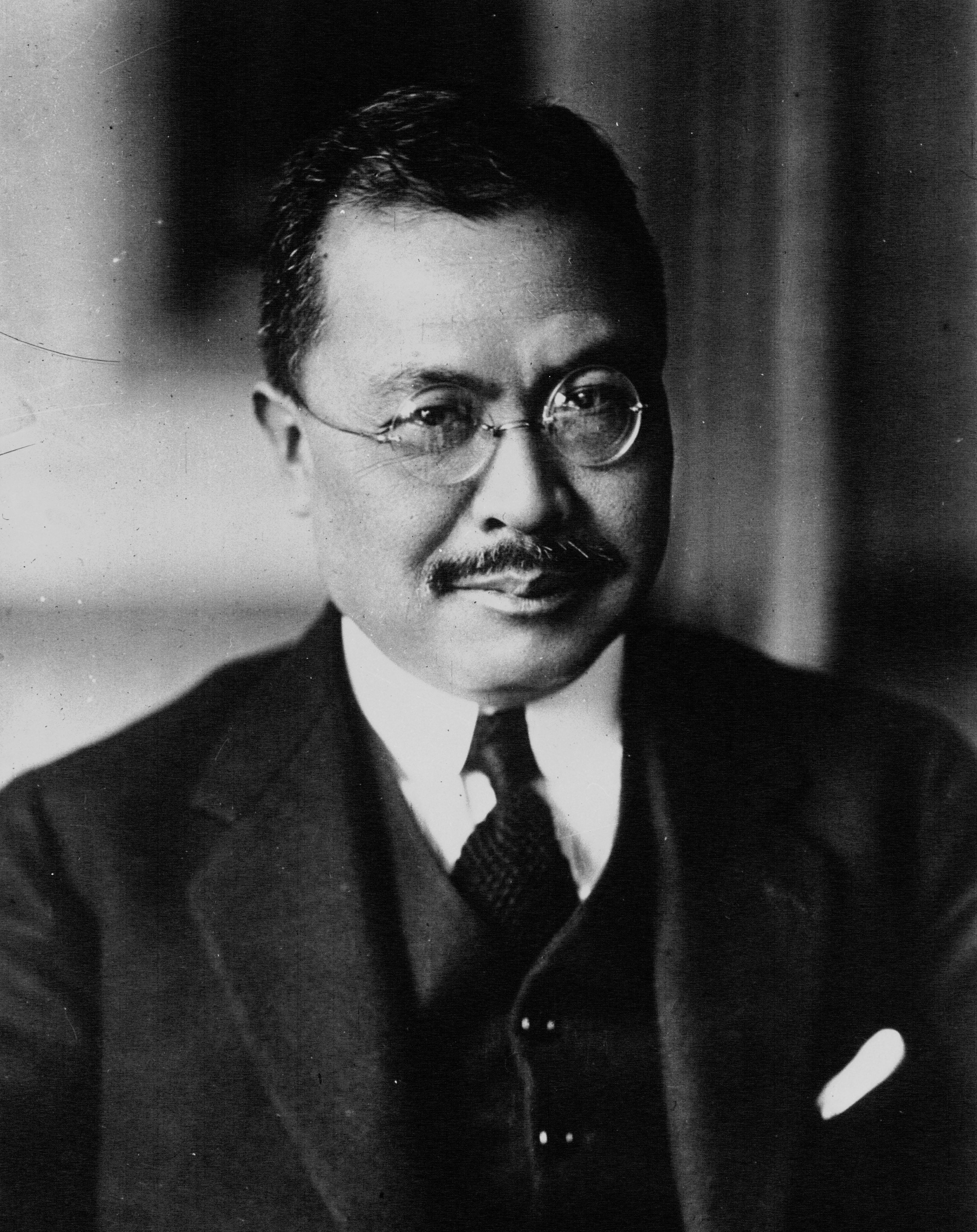
1930年外相時の幣原

外交政策では加藤高明内閣でも外務大臣を務めた幣原喜重郎を起用し幣原外交と呼ばれる対中国の関係改善及びアメリカ、イギリスを重視する協調外交を推進した。1930年（昭和5年）にはロンドン海軍軍縮条約に全権団を派遣し、海軍軍令部や野党政友会の反対もあったがこれを押し切り、条約を締結した。枢密院での条約批准は難航したものの元老西園寺公望の後押しを受けこれを切り抜けた。

### 濱口首相遭難事件

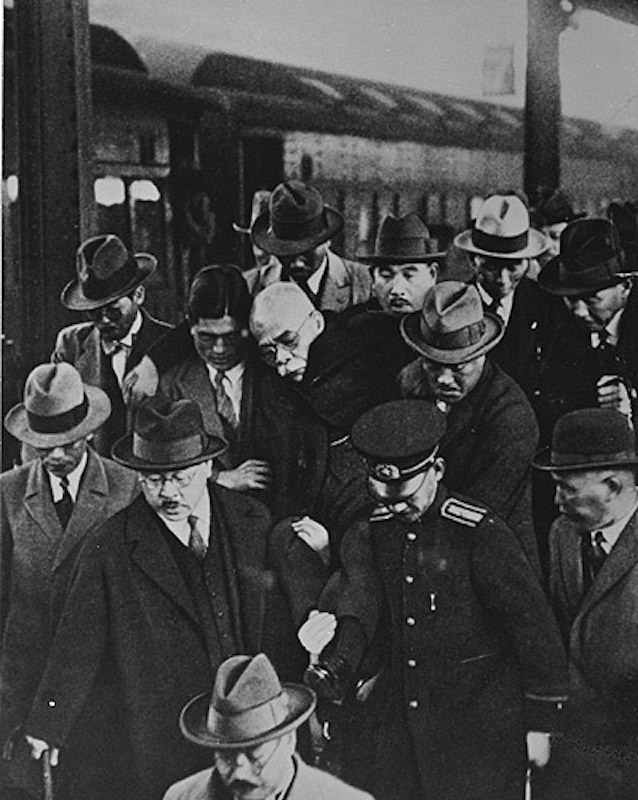
東京駅ホームで銃撃され運ばれる濱口

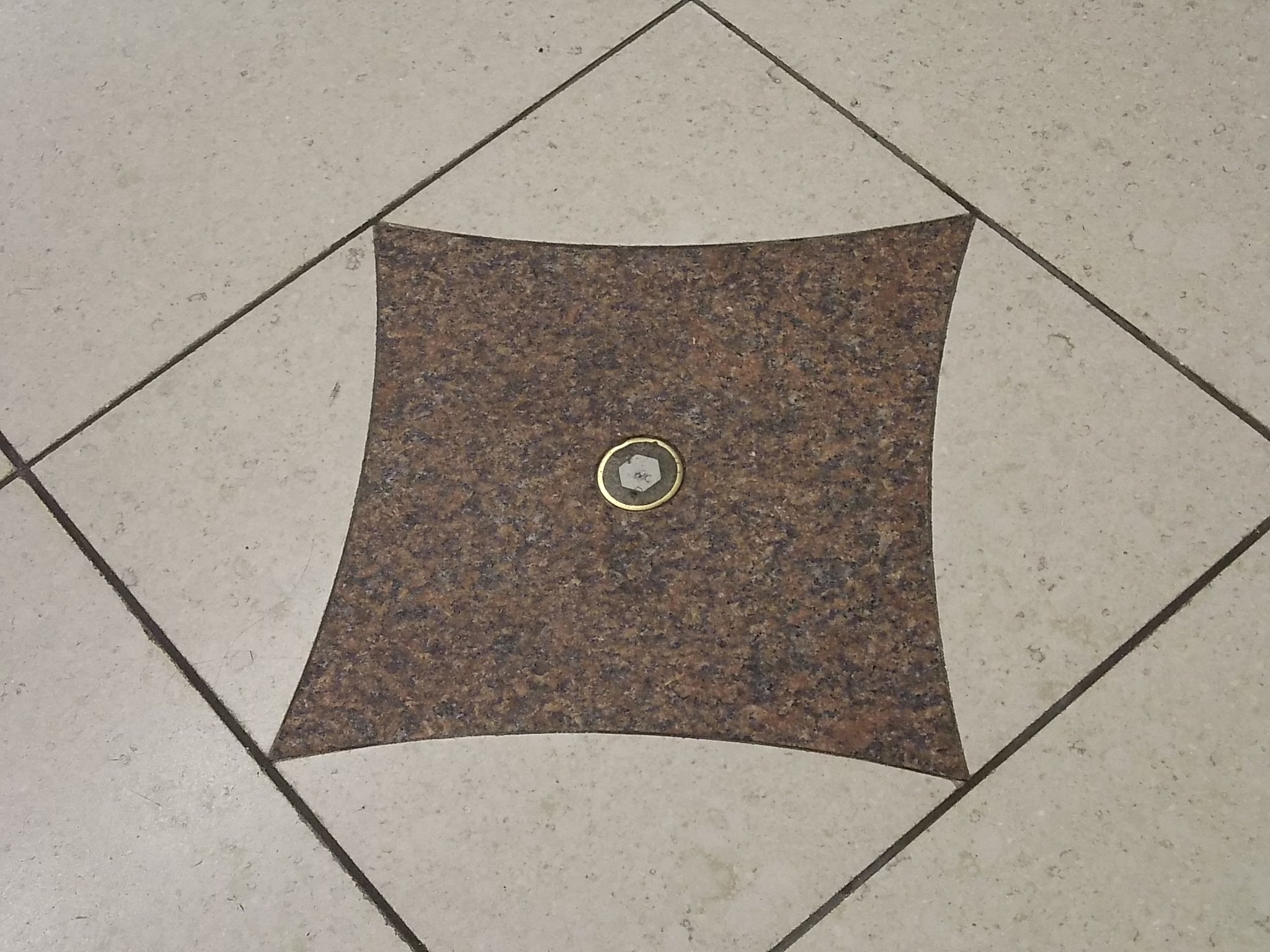
濱口首相遭難事件現場のプレート（東京駅、2012年撮影）

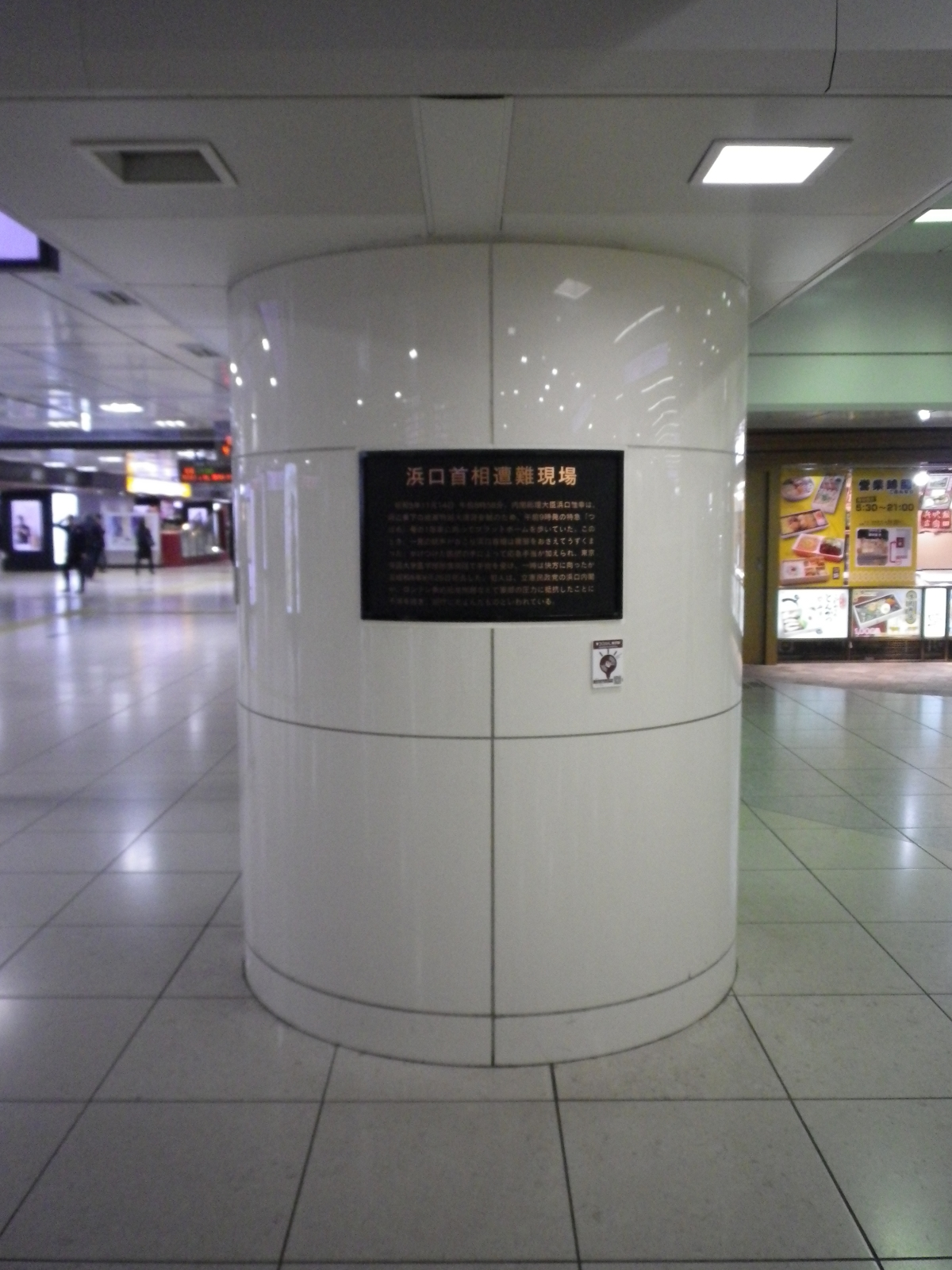
濱口首相遭難現場（東京駅、2013年撮影）

濱口内閣の政策は激しい攻撃に晒され、その反発はやがて銃撃事件として噴出する。
1930年（昭和5年）11月14日、濱口は現在の岡山県浅口市で行われる陸軍の演習の視察と、昭和天皇の行幸への付き添い及び自身の国帰りも兼ねて、午前9時発の神戸行き特急「燕」に乗車するため東京駅を訪れる。午前8時58分、「燕」の1号車に向かって第4ホームを移動中、愛国社社員の佐郷屋留雄に至近距離から銃撃された。銃撃された濱口は周囲に大丈夫だと声を掛けるなど、気丈で意識ははっきりとしていたが、弾丸は骨盤を砕いていた。自身の回想によれば、銃撃の直後は小さな音とともに腹部に異状を感じたが、激痛というべきものはなく、ステッキくらいの物体を大きな力で下腹部に押し込まれたような感じであったと云い、同時に「うむ、殺ったな」「殺されるには少し早いな」というような言葉が脳裏に浮かんだという。駅長室に運び込まれた濱口はかけつけた東京帝国大学外科学主任教授の塩田広重の手によって輸血が施され、様態の安定に伴い、東京帝国大学医学部附属病院に搬送され、同病院にて腸の30%を摘出する大きな手術を受けて一命を取り留めた。
当時、原敬暗殺事件以降、駅における首相の乗降時は一般人の立ち入りを制限していたものの、首相自身の「人々に迷惑をかけてはならない」との意向により、立ち入りは制限されていなかった。又、銃撃発生当時、同ホームではソビエト連邦に向けて赴任する広田弘毅大使が出発しており、見送りに万歳三唱を行っていた幣原喜重郎外相やその他多勢は、当初銃撃に気付かなかったといい、広田大使らを乗せた列車もそのまま出発している。その後、銃撃に気付いた幣原外相は事件直後に搬送された駅長室に首相を見舞っている。犯人である佐郷屋は「濱口は社会を不安におとしめ、陛下の統帥権を犯した。だからやった。何が悪い」と供述したが、「統帥権干犯とは何か」という質問には答えられなかったという。
入院中は幣原外相が臨時首相代理を務め、濱口首相は翌1931年（昭和6年）1月21日に退院した。しかし、野党・政友会に所属する鳩山一郎らの執拗な登壇要求に押され、同年3月10日、無理をして衆議院に姿を見せ、翌11日には貴族院に出席している。それでも政友会からの議場登壇要求は止まず、18日には登壇するも声はかすれ、傍目にも容態は思わしくなかった。4月4日に再入院した首相は翌5日に手術を受け、これ以上の総理職続行は不可能と判断。4月13日に首相を辞任した。民政党総裁も辞任し、退院後は療養に努めたものの、治療の甲斐なく8月26日午後3時5分にアクチノミコーゼ（放線菌症）のため死去。享年62(満61歳没)。墓所は青山霊園。民政党を牽引してきた濱口の死は党内に後継者をめぐる対立を引き起こすことになる。
濱口の死因に関しては、後日濱口が放線菌の保有者であり、その細菌が傷口に侵入して化膿したことによる症状の悪化であると判明したため、犯人である佐郷屋の裁判では、被告の罪状が殺人罪と殺人未遂罪のどちらが適用されるべきか大いに紛糾した。審理の結果、狙撃と死亡との間に相当因果関係がないとして、殺人未遂罪が適用されたものの、1932年（昭和7年の）一審判決は死刑、1933年（昭和8年）2月28日の控訴審も死刑、同年11月6日に上告が棄却されて死刑が確定した。しかし翌1934年（昭和9年）に恩赦で無期懲役に減刑され、1940年（昭和15年）11月に仮出所している。佐郷屋に凶器のモーゼルC96を渡した岩田愛之助と松木良勝も幇助の罪で逮捕され、岩田は懲役4年、松木は懲役13年の判決を受けた。
濱口の襲撃された第4ホームは現在の東海道線9・10番線ホームであり、現場は8号車付近にあたるが、ホームに目印などはない。真下に当たる中央通路の新幹線中央乗換口付近（圓鍔勝三作『仲間』の彫刻の後方）に、事件の概要を記したプレートと床面に埋め込まれた印がある。

## 人物

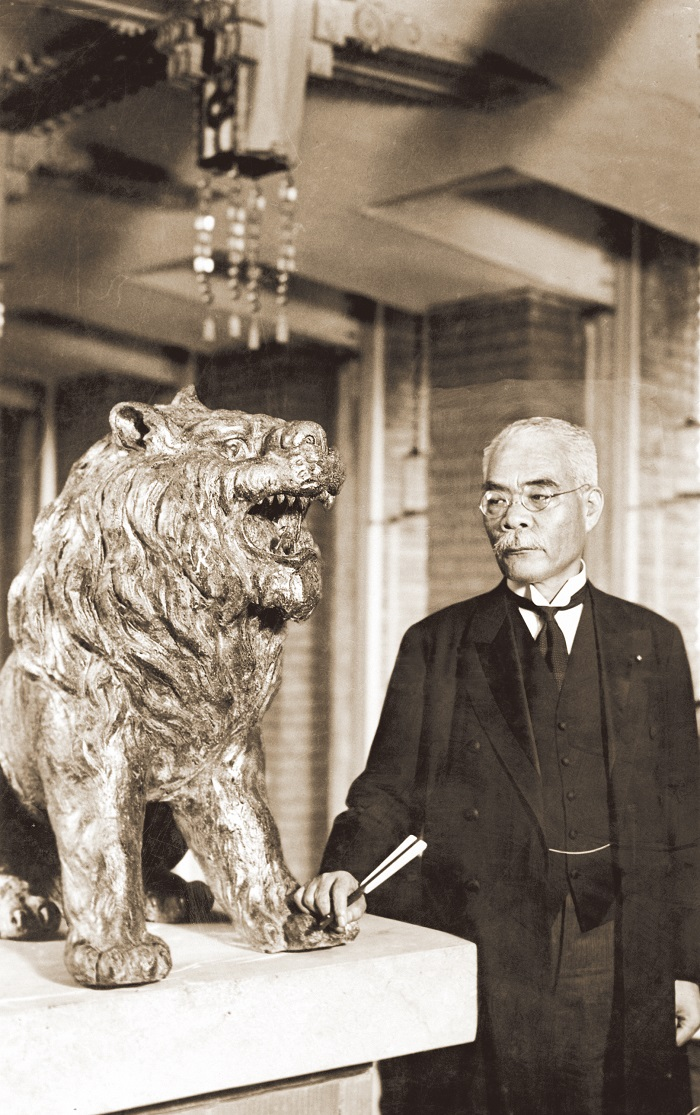
ライオン宰相と呼ばれた濱口とライオン像

- 料亭政治や根回しを嫌い謹厳実直な人柄で知られた[12]。またその誠実な仕事ぶりから住友の重役や満鉄の理事就任を請われたこともあった[13]。

## 栄典
位階
- 1896年（明治29年）12月21日 - 正七位[14]
- 1902年（明治35年）12月27日 - 正六位[15]
- 1910年（明治43年）10月21日 - 従四位[16]
- 1926年（大正15年）7月2日 - 従三位[17]
- 1931年（昭和6年）8月26日 - 正二位[18]

勲章など
| 受章年                     | 略綬 | 勲章名           | 備考 |
| -------------------------- | ---- | ---------------- | ---- |
| 1887年（明治20年）11月25日 |      | 勲六等単光旭日章 |      |
| 1910年（明治43年）12月26日 |      | 勲三等瑞宝章     |      |
| 1912年（明治45年）6月27日  |      | 金盃一組         |      |
| 1916年（大正5年）1月19日   |      | 勲二等瑞宝章     |      |
| 1916年（大正5年）4月1日    |      | 旭日重光章       |      |
| 1926年（大正15年）7月22日  |      | 勲一等瑞宝章     |      |
| 1927年（昭和2年）4月19日   |      | 旭日大綬章       |      |
| 1930年（昭和5年）12月5日   |      | 帝都復興記念章   |      |
| 1931年（昭和6年）4月29日   |      | 旭日桐花大綬章   |      |

## 著作
- 『対支新借款団問題に就て』百々吾郎、1919年7月。 NCID BA76431331。全国書誌番号:42005277。
- 澤本孟虎 編『浜口蔵相演説集 雄幸雄弁』青山書院、1925年12月。 NCID BN15480517。全国書誌番号:43051756。
- 『難局に処する国民の覚悟』教化団体聯合会〈教化資料 第50輯〉、1926年9月。 NCID BB08266851。全国書誌番号:42021146。
- 大蔵省 編『浜口大蔵大臣財政経済演説集』大鐙閣、1926年7月。 NCID BN16065350。全国書誌番号:43045226。
- 『浜口雄幸氏大演説集』大日本雄弁会、1926年9月。 NCID BA37529108。全国書誌番号:43045244。
- 「国民に訴ふ」『繁栄日本への途 緊縮政策と金解禁』国民講演協会〈国民パンフレット No.95〉、1929年。全国書誌番号:44022207。
- 「経済難局の打開に付て」『経済難局の打開と金解禁の話』財政経済時報社、1929年9月、1-16頁。全国書誌番号:44030957。
- 青年雄弁会 編『浜口雄幸氏大演説集』春江堂、1929年9月。 NCID BA38276926。全国書誌番号:47017252。
- 『強く正しく明るき政治』春秋社、1930年1月。 NCID BA37569849。全国書誌番号:47009362。
- 青年雄弁会 編『現代名士浜口雄幸氏名演説集』春江堂、1930年2月。 NCID BN03339555。全国書誌番号:47017294。
- 「政治は信用を以つて行はる」『日本経済の再建設』春陽堂、1930年12月、1-6頁。 NCID BN12159237。全国書誌番号:44053067。
- 鍵山誠之祐 編『浜口雄幸氏大論弁集』実業之日本社、1931年3月。 NCID BN11186766。全国書誌番号:47017262。
- 浜口富士子 編『浜口雄幸遺稿 随感録』三省堂、1931年9月。 NCID BN03338064。全国書誌番号:47003420 全国書誌番号:48015118。
- 池井優・波多野勝・黒沢文貴 編『浜口雄幸日記・随感録』みすず書房、1991年3月。ISBN 9784622033493。 NCID BN06233539。全国書誌番号:91034979。
- 川田稔 編『浜口雄幸集』 論述・講演篇、未來社、2000年2月。ISBN 9784624300968。 NCID BA46077040。全国書誌番号:20044546。
- 川田稔 編『浜口雄幸集』 議会演説篇、未來社、2004年5月。ISBN 9784624301019。 NCID BA46077040。全国書誌番号:20601801。
- 『随感録』講談社〈講談社学術文庫 2040〉、2011年3月。ISBN 9784062920407。 NCID BB05141077。全国書誌番号:21910747。

## 家族・親族
- 妻 夏 - 高知の素封家濱口義立の長女。
- 長男 雄彦 - 銀行家。東大法学部卒、日本銀行退職後に東京銀行初代頭取、全国銀行協会会長、国際電電 (KDD) 社長・会長を歴任。妻の直は中華匯業銀行専務小林和介の娘。長女の幸は大蔵官僚で元環境事務次官船後正道夫人、二女淑は上皇后美智子の兄正田巌夫人、三女宏は成蹊大学工学部教授桐沢潔夫人[28]。
- 二男 巌根 - 銀行家。東大法学部卒、日本勧業銀行副頭取、日本長期信用銀行会長。妻の綾は水町袈裟六の娘。長女郁子は楢崎泰昌夫人、二女英子は元首相鳩山一郎の女婿で元日本輸出入銀行総裁古沢潤一の次男義文夫人[28]。
- 三女 悌 - 日本女子大学付属高女卒業後、外交官北田正元夫人。
- 四女 静 - 日本女子大学付属高女卒業後、大蔵官僚で日本出版販売社長・会長相田岩夫夫人。
- 五女 富士 - 日本女子大学付属高女卒業後、内務官僚で政治家大橋武夫夫人。長男の大橋宗夫は大蔵省関税局長。次男の大橋光夫は昭和電工社長・会長を務め、妻は岩佐凱実の娘[28]。

## 系譜
- 浜口氏

```
　　　　　　　昭和天皇━━━━━明仁上皇
　　　　　　　　　　　　　　　　　　┃
　　　　　　　　　　　　　┏━━━美智子
　　　　　　　正田英三郎━┫
　　　　　　　　　　　　　┗━正田　　巌
　　　　　　　　　　　　　　　　　　┃
　　　　　　　　　　　　　┏━━━━淑
小林和介━━━━━━直　　┃
　　　　　　　　　　┣━━╋━浜口　　宏
浜口雄幸　┏━浜口　雄彦　┃
　　┃　　┃　　　　　　　┗━━━━幸
　　┣━━╋━━━━富士　┏━大橋　宗夫
　　┃　　┃　　　　┣━━┫
　　夏　　┃　大橋　武夫　┗━大橋　光夫
　　　　　┃
　　　　　┗━浜口　巌根　┏━━━━郁子
　　　　　　　　　　┣━━┫
　　　　　　　　　　稜　　┗━━━━英子
　　　　　　　古沢　潤一　　　　　　┃
　　　　　　　　　　┣━━━━古沢　義文
鳩山一郎　┏━━━百合子
　　┣━━┫
　　薫　　┗━鳩山威一郎

```

## 関連作品
小説
- 城山三郎『男子の本懐』新潮文庫ほか

映画
- 重臣と青年将校 陸海軍流血史（1958年、演：鈴木儀十郎）

テレビドラマ
- 男子の本懐（1981年、NHK、演：北大路欣也）

### 出典

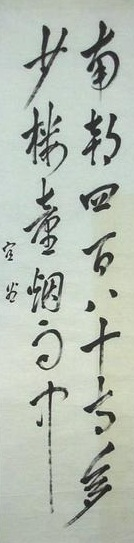
濱口雄幸の揮毫「南朝四百八十寺多少樓臺烟雨中」、杜牧「江南春絶句」より